# 喉鰓盲蛇鰻
喉鰓盲蛇鰻（学名：Caecula kuro），又名硬骨篡、黑浪鰻，為輻鰭魚綱鰻鱺目糯鰻亞目蛇鰻科的其中一種，分布於西北太平洋的日本海域，體長可達60公分，棲息在沿海底層水域，屬肉食性，生活習性不明。

## 擴展閱讀
維基物種上的相關：喉鰓盲蛇鰻